# 二式二十粍固定機関砲
二式二十粍固定機関砲（にしきにじゅうみりこていきかんほう） ホ5/ホ五は、第二次世界大戦時の大日本帝国陸軍の航空機関砲。二式機関砲、二式固定機関砲、二式軽量二十粍機関砲とも。

## 概要
一式戦闘機「隼」を筆頭に多くの陸軍機に搭載され、太平洋戦争における主力航空機関砲であった口径12.7mm（12.7x81ｍｍSR弾）のホ103 一式十二・七粍固定機関砲をベースに、機関部などを20x94ｍｍ弾に対応・大型化した口径20mmの機関砲である。
軽量砲弾（弾丸）を使用するホ103の特質を受け継ぎ、本砲は同じ口径20mmながら20x125弾を使用するホ1 試製二十粍旋回機関砲・ホ3 試製二十粍固定機関砲よりも砲弾重量が約25%も軽いが相応の威力を持ち、またアメリカ軍の口径12.7mm（12.7x99弾）のAN/M2（ブローニング M2重機関銃の航空機関銃型。ホ103のベース）より砲自体の重量は軽量に、かつサイズはコンパクトに抑えられ発射速度も勝る高性能機関砲であった。他国の20mm機関砲と比較しても、ドイツのMG151/20が780発/分で重量42.5kg、イギリスのイスパノスイザは650発/分で重量49.9kgなのに対し、ホ5は750発/分で重量わずか37kgと優秀であった。徹甲弾による射撃試験では射程100mで20mmの装甲を貫通した。

### 弾薬
弾種は二式曳光徹甲弾、二式曳光榴弾、二式焼夷榴弾、マ202（特殊焼夷榴弾）、二式代用弾（訓練用の演習弾）である。また、ドイツのMG 151 機関砲で使用された薄殻榴弾を参考に、四式薄肉榴弾「マ206」がホ5用に開発された。実戦に投入された記録は見つかっていないが、終戦までに生産が始まっていた。
- 二式曳光徹甲弾　弾頭重量123.2g。尾部に曳光薬1.2gと点火薬1g[5]。
- 二式榴弾　弾頭重量84.3g。頭部に二式小瞬発信管を装着。内部に硝宇薬（RDX）3.4gと焼夷剤3.4g[6]。なお、1944年以降の資料に「改修二式榴弾」の記述があるため、これが空気信管装着型だと思われる。
- 二式曳光榴弾　弾頭重量90.0g。頭部に二式小瞬発信管を装着。内部に硝宇薬（RDX）2.5gと焼夷剤2.5g、尾部に曳光薬1.2gと点火薬1g[7]。1945年度の生産計画には既に無く、あまり使用されなかったと推測される。
- 二式榴弾代用弾　弾頭重量84.5g[8]。訓練用。
- 二式曳光榴弾代用弾　弾頭重量90.0g。尾部に曳光薬1.2gと点火薬1g[9]。訓練用。
- マ202　二式特殊焼夷弾とも。弾頭重量78.2g（米軍資料）。頭部にPETN3.2g、内部に焼夷剤8.7g[10]。敵機の外板を貫通した際の摩擦熱によって炸裂する。
- マ206　四式薄肉榴弾、四式榴弾とも。弾頭重量72.4g（代用弾）、初速831.9m/s[11]。四式剛発信管（空気信管）を装着する。

## 開発・生産

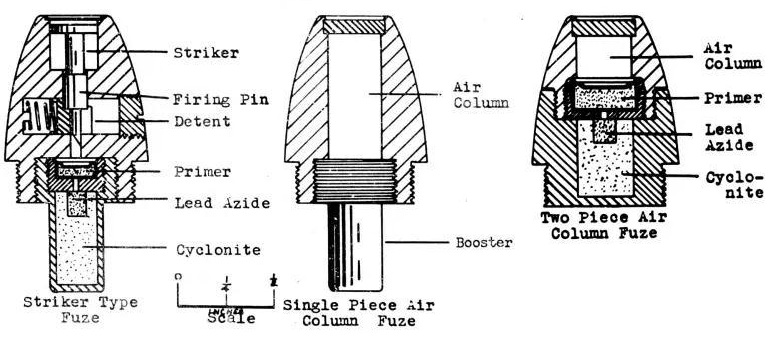
ホ5の榴弾用信管の変遷。左が機械式信管、真ん中と右が空気信管である。特に右は、起爆剤などを信管内部に移動した為、榴弾本体の炸薬量を増やすことに成功している。

ホ5の開発は、ホ103の開発開始から約1年遅れの昭和15年（1940年）から始まった。同年には同じく20mm機関砲であるホ3の量産がすでに始まっていたが、弾の威力は大きいものの、砲自体が大きすぎ、発射速度が400発/分と低く、弾倉式で携行弾数が少ないなどの問題もあり、後継機種の登場が期待されていた。
ホ5の試作は、まだ軍の管理工場に指定されていなかった中央工業で進められた。昭和15年は名古屋陸軍造兵廠がやっとホ103の量産準備に入ったところでまだ量産を開始しておらず、その状態でホ5の準備など陸軍造兵廠の抵抗が予想されたためである。しかしいざ開戦となると、ニューギニア方面に出動した部隊が「B-17はホ103でさえ撃墜困難、20ミリ以上の機関砲が必要」と熱望してきたため、開発中のホ5は一躍期待の星となった。部隊側の強い要望もあり、昭和17年末（1942年）にホ103の製造を縮小しホ5に逐次転換を図ることに決定した。
陸軍は量産を焦るあまり、細部の制式図面を統一しないまま試作図面に必要な修正を加えさせて量産をスタートさせてしまった。このため製作工場ごとに部品の互換性がなく、修理部品の手配が不可能となり、部品破損の解析に手間取り、新たな消炎器の付け方も統一できないなど、図面不統一に起因する大混乱が発生した。同時に腔発の問題も噴出し、これらの不具合は終戦まで根絶には至らなかった。

### 空気信管
昭和18年、陸上火砲の信管の権威者の桑田大佐の発明により、日本独自の「空気式信管」が開発された。普通の信管に存在する雷管を叩く機構を一切廃して弾丸頭部に空気洞を設け、その先端に変形する薄板の覆いを付けた構造になっており、弾丸が敵機に激突すると空気洞の断熱圧縮によって発火する。ホ5の腔発の初期の原因は複雑な信管の組み立てミスであったため、この信管の開発成功に陸軍の航空関係者は飛びついた。
この信管は開発直後の昭和19年半ばからホ5の榴弾に用いられ、次いでホ103用の弾薬にも用いられた。複雑な機械式信管が不要になったことで弾薬の生産性も劇的に向上し、一挙両得となった。同様の信管は海軍でも用いられた。

## 実戦
本砲は二式複座戦闘機「屠龍」丁型（キ45改丁）の上向き砲を手始めに、陸軍単座単発戦闘機として初めて20mm機関砲（ドイツから弾薬と共に輸入したマウザー砲（MG151/20））を装備した三式戦闘機「飛燕」一型丙（キ61-I丙）の後続である一型丁（キ61-I丁）にホ103（翼砲）とともに搭載された。
中でも「大東亜決戦機」として大戦後半の主力戦闘機として、中国戦線・フィリピン戦線・ビルマ戦線・沖縄戦線・本土防空戦などに従事し、その戦歴やアメリカ軍のテストにより「日本最優秀戦闘機」の評価を受けた四式戦闘機「疾風」は、一型甲（キ84-I甲）にて2門の機首砲ホ103とともに翼砲として本砲を2門、一型乙（キ84-I乙）にて機首砲を本砲に換装し、計4門を装備した。四式戦の総生産数は一型甲をメインに日本陸海軍機第3位となる約3,500機であり、大戦後期の主力戦闘機であったためホ5を最も多く集中的に装備した機であった。
また、三式戦「飛燕」二型（キ61-II改）が搭載したハ140の不調により、エンジンをハ112-IIに換装し誕生した五式戦闘機一型（キ100-I）もホ103（翼砲）とともに機首砲として本砲を2門搭載している。
このほか、元は司令部偵察機である一〇〇式司令部偵察機「新司偵」三型（キ46-III）はその高性能ゆえにB-29撃墜を目され、一部が防空戦闘機に転用され三型乙（キ46-III乙）と三型乙+丙（キ46-III乙+丙）が本砲を機首に2門搭載し、独立飛行第17中隊などの防空部隊が装備し本土防空戦に従事した。
一式戦「隼」三型（キ43-III）でも本砲2門への換装計画があったが（キ43-III乙）、試作のみに終わった。キ43-III乙不採用の経緯については従来語られてきた機体性能の低下ではなく（上昇力・上昇限度はキ43-III甲よりわずかに劣るものの急降下性能は向上）、既にキ43-III甲用の発動機架が大量に用意されていたためとされる。
なお、遠距離戦闘機（遠戦）キ83、高々度戦闘機キ87・キ94-II・キ108/キ108改などの各試作機も搭載予定であった。

## 搭載機
- 一式戦闘機「隼」（キ43）
- 二式複座戦闘機「屠龍」（キ45改）
- 三式戦闘機「飛燕」（キ61）
- 四式戦闘機「疾風」（キ84）
- 五式戦闘機（キ100）
- 一〇〇式司令部偵察機「新司偵」（キ46）
- キ102

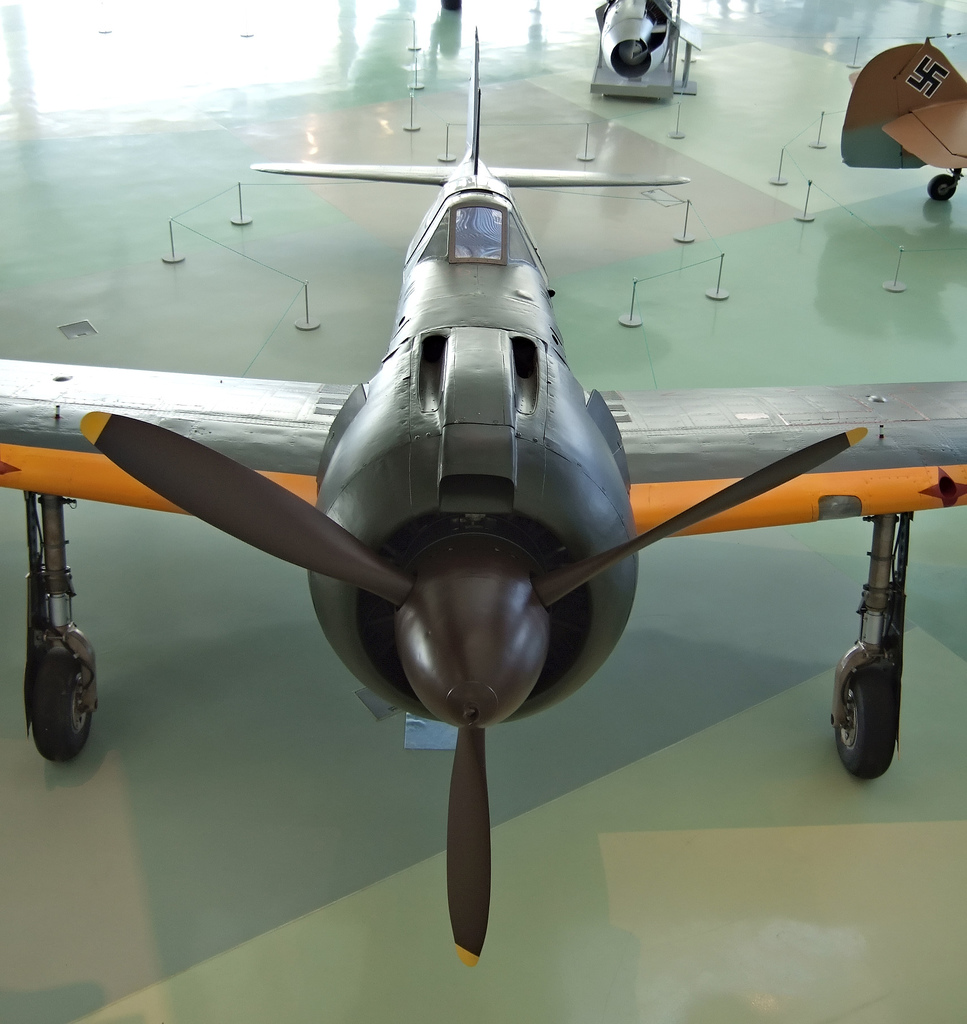
機首砲としてホ5を2門、翼砲としてホ103を2門装備した五式戦一型（キ100-I）。展示機のため砲は取り除かれている

- 四式重爆撃機「飛龍」（キ67）[注釈 7]

他

## 現存砲
日本国内では大阪府交野市星田にて、2005年（平成17年）3月16日に第2京阪道路工事作業中に地中から見つかったホ5が、同じく出土したホ103・ハ40・プロペラ・機体残骸とともに同市のスポーツ施設に展示されている。約60年が経っての発見であるが出土品の状態は総じて良好で、ホ5は砲身付根が曲がっているだけで原型を留めている。
なおこの出土品は、1945年（昭和20年）7月9日正午頃の同市星田村上空におけるP-51との空戦で撃墜された、飛行第56戦隊（伊丹飛行場駐屯）所属・中村純一陸軍少尉（死後陸軍中尉に特進）の搭乗機である三式戦「飛燕」一型丁（キ61-I丁）ないし二型（キ61-II改）のものであることが判明している。中村中尉は被撃墜時に乗機より脱出し落下傘降下したものの、P-51に落下傘索を切られ戦死（墜死）しており、遺体は同地住民の手により弔われ同地には慰霊碑が建てられている。
日本国外には一定数が現存している。